# Dritte Zwischenzeit

Die territoriale Situation während der dritten Zwischenzeit, etwa 730 v. Chr., zeigt. Die Herrscher der 22. und 23. Dynastie regierten gleichzeitig zusammen mit libyschen Stammesfürsten, die den größten Teil des Deltas kontrollierten.

Die Dritte Zwischenzeit des Alten Ägypten umfasst die Zeit von 1075 bis 652 v. Chr. und kennzeichnet den Übergang vom Neuen Reich bis zum Niedergang der traditionellen Pharaonenherrschaft.

## Allgemeines
In dieser Epoche der ägyptischen Geschichte ist es nicht einfach, die einzelnen Dynastien genau zu trennen. Gerade im Niltal bildeten sich verschiedene Königshäuser heraus, die in den Städten Memphis, Tanis, Bubastis, Herakleopolis, Hermopolis und Leontopolis residierten. Dazu kamen später die nubischen Einfälle im Süden, wo sich neben der Thebanischen Priesterschaft die nubisch/kuschitischen Herrscher etablierten.
Mit dem Beginn der nubischen Herrschaft endet eigentlich die Dritte Zwischenzeit, die resultierende 25. Dynastie ist aber hier der Vollständigkeit halber komplett integriert.

## Die thebanische Priesterschaft
Unter Ramses XI. erreichte der Einfluss der Amunspriester in Theben wohl seinen Höhepunkt. Sie waren Generäle, die mit dem Titel des Amunpriesters ihre Macht legitimierten.
Der erste von ihnen war Pianch, dem sein Schwiegersohn Herihor folgte. Herihor tauchte irgendwann zwischen dem 12. und 19. Regierungsjahr von Ramses XI. in Inschriften auf. Er schwang sich zum Vizekönig von Nubien auf und hatte das Amt des Wesirs inne. Seine große Machtstellung zeigte sich darin, dass er seinen Namen in einer Kartusche schreiben ließ. Zu sehen ist dies an den Tempelwänden des Chonstempels in Karnak, den er errichten ließ.
Ägyptologen vermuten, dass seine Frau Nodjmet eine Schwester des Ramses XI. war. Dies könnte seinen schleichenden Aufstieg erklären.
Pinudjem I., Herihors Nachfolger, machte sich einen Namen durch die Restauration von alten Königsmumien, auf denen sein Name auftaucht. Er war Amunspriester zur Regierungszeit von Smendes I. Seine größte Usurpation ist wohl sein Name auf der kolossalen Sitzstatue von Ramses II. im Vorhof des Tempels von Karnak. Pinodjem I. war mit Henuttaui, einer Tochter Ramses XI., verheiratet und war Vater mehrerer Söhne und Töchter. Psusennes I., der dritte König der 21. Dynastie, war einer seiner Söhne. Mencheperre und Masaharta, zwei weitere Söhne, wurden die Nachfolger im Priesteramt.

## 21. Dynastie
Die 21. Dynastie gilt nach neueren Untersuchungen als libysche Dynastie. Obwohl in der früheren Literatur erst die 22. Dynastie als die „Libysche“ bezeichnet wird, haben inzwischen mehrere Ägyptologen (u. a. Jansen-Winkeln) auf Quellen hingewiesen, die bezeugen, dass bereits während der 21. Dynastie sowohl das unterägyptische Königshaus als auch die Hohenpriester und Militärführer in Theben (zumindest teilweise) libyscher Abstammung sein müssen. Der Ägyptologe Jan Assmann hat vermerkt, dass der Kulturbruch nicht zwischen der 21. und 22., sondern schon zwischen der 20. und 21. deutlich erkennbar sei.
Im Gegensatz zu den Kuschiten passten sich die libyschen Herrscher nicht an die altägyptische Kultur an, weshalb in der Ägyptologie die libyschen Pharaonen auch als „Fremdherrscher“ bezeichnet werden. Die Thronbesteigung des Smendes I. um ca. 1075 v. Chr. kann als Beginn der 21. Dynastie angesehen werden. Über seine direkte Herkunft ist nichts bekannt, aber es ist möglich, dass er seine Legitimation durch die Heirat mit einer der Töchter des Ramses XI. erlangte. Er regierte wohl zumindest eine Zeit lang von Memphis aus, bevor er seine Residenz nach Tanis verlegte.
Der bekannteste König dieser Dynastie ist zweifelsohne Psusennes I., dessen Goldmaske im Ägyptischen Museum in Kairo zu sehen ist. Er scheint gute Beziehungen zur thebanischen Priesterschaft gepflegt zu haben, denn sein äußerer Sarkophag gehörte vor ihm Merenptah, dem Nachfolger Ramses II.

## 22. Dynastie
Die 22. Dynastie wird häufig auch Bubastidische Dynastie bezeichnet. Manetho gibt die Königsabstammung mit der Stadt Bubastis im östlichen Nildelta an. Ihr Begründer Scheschonq I. kam aus Libyen. Durch geschickte Familienpolitik gelang es ihm, das Reich unter seiner Macht zu vereinen. Scheschonq I. setzte dazu Familienangehörige wie seine Söhne und seinen Bruder in hohe Ämter ein, u. a. in das Priesteramt in Theben.
Scheschonq I. konnte seine Macht bis in die Levante ausbreiten. In einem Feldzug um 925 v. Chr. nahm er Teile des Königreichs Juda ein, welches ihm Tribut zahlte.
853 v. Chr. bedrohten die Assyrer unter Salmanassar III. den ägyptischen Norden, so dass sich König Osorkon II. genötigt sah, eine Waffenbruderschaft mit Byblos einzugehen, um das assyrische Heer zurückzuschlagen. Dies gelang ihnen in der Schlacht von Quarqar am Orontes.
Unter Takelot II. kam es 839 v. Chr. zu einem Aufstand der thebanischen Priesterschaft, die von ihm gnadenlos niedergeschlagen wurde. Doch einige Jahre später flammte der Aufstand wieder auf, und es dauerte rund zehn Jahre, bis sich die Wogen geglättet hatten.
Nach Takelots II. Tod begann eine recht wirre Zeit, in der sich seine Söhne um den vakanten Thron stritten. Der jüngere erklärte sich zum König Scheschonq III. und regierte 53 Jahre lang. Sein älterer Bruder Osorkon IV. wurde 20 Jahre später als Hohepriester von Theben erwähnt.

## 23. Dynastie
Während der Regierungszeit Scheschonq III. begründete der Prinz Petubastis I. im mittleren Nildelta eine neue Dynastie, die in Leontopolis regierte. Die Legitimierung der neuen Dynastie kann darin gesehen werden, dass die Amunpriester in Theben zwei Söhne dieser Dynastie in ihre Dienste aufnahmen. Zudem war die 23. Dynastie wohl auch eng mit der 22. Dynastie verwandt.

## 24. Dynastie
Auch die 24. Dynastie regierte gleichzeitig mit der 22. und 23. Dynastie im Nildelta. Ihr bekanntester König ist Tefnachte aus Sais, dem es gelang, mit den anderen Dynastien einen Bund gegen die im Süden vorrückenden Nubier zu schließen. Allerdings unterlagen sie um 727 v. Chr. bei Herakleopolis der Streitmacht der Nubier unter Pije. Osorkon IV. wurde von den Israeliten um Hilfe gegen die assyrische Bedrohung gebeten (2. Könige 17,4LXX).

## 25. Dynastie
Die 25. Dynastie wurde von Herodot auch als „äthiopische Dynastie“ bezeichnet, da das Reich von Kusch bei den Griechen Äthiopien hieß.

### Die nubische Priesterschaft
Der Kult des Amun hatte sich während des ägyptischen Neuen Reichs auch in Nubien etabliert und eine mächtige Priesterschaft hervorgebracht. Genau wie ihr Pendant in Theben begannen sie, ihre Namen in Kartuschen zu schreiben, und herrschten wie die Könige. Es wurde sogar ein offizielles Königreich mit dem Namen Napata gegründet. Das Zentrum des Amunkults in Nubien war der Fels von Gebel Barkal.

### Der Marsch nach Norden
Der nubische Amunpriester Pije schwang sich durch Heirat mit der Tochter des 7. Königs von Napata gegen 748 v. Chr. selbst zum Herrscher auf. Durch die unruhigen Zustände in Ober- und Unterägypten zog er mit seiner Streitmacht in seinem 21. Regierungsjahr gen Norden, um die Allmacht des Amun wiederherzustellen.
In Theben angekommen, zog er die örtliche Priesterschaft auf seine Seite, indem er die Göttliche Anbeterin des Amun Schepenupet I. veranlasste, seine Schwester als Nachfolgerin zu adoptieren. Dann feierte er dort das Opet-Fest.
Schließlich zog er weiter und besiegte bei Herakleopolis die Allianz der anderen Dynastien, die sich ihm unterwarfen. Diese durften aber weiterhin als Statthalter ihre alten Gebiete verwalten.

### Die Nachfolger
Als Besonderheit der 25. Dynastie ist die Vorliebe für Pferde hervorzuheben, die insbesondere als Begrüßungsgeschenke oder Tributabgaben von den assyrischen Königen sehr geschätzt waren und dort als Streitwagengespann Verwendung fanden. Ein regelrechter Handel mit eigenen Pferden oder Streitwagen existierte jedoch nicht. Die Erwähnung von über 1.000 ägyptischen Pferden, die nach Ninive gelangten, stammen aus der Kriegsbeute Asarhaddons. Bisherige Vermutungen, dass jene Mengenangabe einen Pferdehandel belegen, sind daher zwischenzeitlich nicht mehr haltbar. 
Die 25. Dynastie regierte das Reich (hauptsächlich Oberägypten) von Napata aus. Schabaka, der Bruder des Pianchi, regierte nach dessen Tod noch 14 Jahre, danach folgten die Söhne Pianchis Schebitko und Taharqa. Gerade Taharqas Regierungszeit war immer wieder gekennzeichnet durch die Bedrohung der Assyrer aus dem Osten. 669 v. Chr. fielen die Assyrer unter Asarhaddon massiv in Ägypten ein, eroberten Memphis und nahmen fast die gesamte Königsfamilie gefangen. Taharqa selbst konnte allerdings nach Süden flüchten. Die Assyrer folgten und eroberten in der Folge auch Theben.
Taharqas Nachfolger Tanotamun gelang zwar die Rückeroberung Ägyptens bis nach Memphis, doch kurz darauf schlugen die Assyrer unter Assurbanipal entscheidend zurück. Sie drangen bis zur nubischen Grenze vor und verwüsteten bei diesem Feldzug 652 v. Chr. Theben schwer und beraubten es all seiner Schätze. Die 25. Dynastie kennzeichnete sich durch ihre Versuche, an alte Traditionen anzuknüpfen, indem sich die Herrscher nach früheren Pharaonen benannten und sich die Inschriftensprache teilweise stark an das Ägyptisch des Alten Reichs anlehnte.